# Paroxyethira nigrispina
Paroxyethira nigrispina är en nattsländeart som beskrevs av Darcy B. Kelley 1989. Paroxyethira nigrispina ingår i släktet Paroxyethira och familjen smånattsländor. Inga underarter finns listade i Catalogue of Life.